# شرف البنت (فلم)
شرف البنت هو فيلم مصري عرض عام 1954، بطولة عقيلة راتب وشادية وعماد حمدي، ومن إخراج حلمي رفلة.

## قصة الفيلم
تواجه فتاة المتاعب مع أسرتها، حيث أنها تهوى التمثيل، وتتمنى أن تصبح ممثلة، لكن أمها تقف لتلك الهواية بالمرصاد. يكتشفها أحد كتاب المسرحيات، ويقتنع بموهبتها ويعدها أن يمنحها الفرصة للعمل في المسرحية بدلًا من أمها، تحفظ الفتاة الدور وتكتشف أن الأم تحفظ الدور أيضًا مثلها، حيث تحلم الأم بسنوات المجد.

## طاقم التمثيل
- عقيلة راتب: (فوزية حشمت)
- شادية: (سامية قدري)
- عماد حمدي: (رأفت جمال الدين)
- إسماعيل ياسين: (عيد - سكرتير رأفت)
- حسن فايق: (حشمت - والد فوزية)
- عمر الحريري: (منير بهجت - المخرج المسرحى)
- زينات صدقي: (لوزة - الخادمة)
- وداد حمدي: (طالبة)
- فيفي ماهر: (طالبة)
- عباس رحمي: (مجدى إبراهيم - المؤلف المسرحي)
- عبد الغني النجدي: (الجرسون)
- علي عبد العال: (مسافر على المركب)
- ميمي عزيز: (مسافرة على المركب)
- أنور زكي: (الدكتور حسن بهجت)
- محمد أبو السعود: (حسني النحيف)

## فريق العمل
- إخراج: حلمي رفلة
- قصة: عن قصة الكاتب الأمريكي سيدني شيلدون
- سيناريو: يوسف جوهر
- مدير التصوير: محمود نصر
- مونتاج: كمال أبو العلا
- إنتاج: أفلام حلمي رفلة
- توزيع: منتخبات بهنا فيلم
- تأليف الأغاني: أبو السعود الإبياري، صالح جودت
- ألحان الأغاني: محمد عبد الوهاب، محمود الشريف، عزت الجاهلي